# Aeropuerto de Saint-Étienne - Bouthéon
El 'Aeropuerto de Saint-Étienne - Bouthéon (en francés: Aéroport de Saint-Étienne - Bouthéon- IATA : la UER, la OACI : LFMH) es un aeropuerto del departamento de Loire. Está gestionado por la Cámara de Comercio e Industria de Saint-Etienne Montbrison. Su área de captación es de aproximadamente 4 millones de personas en 1 hora y 30 minutos: Lyon, Clermont-Ferrand, etc ... Después de algunos años difíciles, entre 2002 y 2006, el aeropuerto reanudó impulso positivo:
En 2006, la compañía de bajo coste irlandesa Ryanair decidió aplazar su enlace en el Aeropuerto de Grenoble-Isère. Ryanair alegó que el Loira fue una atracción turística de menor entidad que los Alpes (las tres cuartas partes de las conexiones de Ryanair en Grenoble se realizaron en la plataforma durante el invierno). La Cámara de Comercio e Industria Saint-Etienne Montbrison juzga que las comisiones "otorgadas por las autoridades locales de la Isere (a través de la asociación Airliance Alpes Dauphine, cuyos miembros son los Grenoble CCI y la Federación Departamental de Oficinas de Turismo y Comercio de la Unión las iniciativas de Isère) son la causa real.
Lo que sigue es la definición de una nueva estrategia innovadora iniciada por la Cámara de Comercio (y socios). Los primeros resultados se confirman: El 30 de octubre de 2007, el aeropuerto de Saint-Etienne lanza nuevos vuelos por compañías de vuelos chárter hacia :  Amán, Egipto, Bastia, Marrakech, Venecia, Praga, Córcega, Ámsterdam, Agadir, Islas Canarias, Barcelona, Sicilia, San Petersburgo, Creta, Malta, Grecia, Lisboa, Yerba. En 2008, el número de vuelos comerciales (incluidos vacaciones y verano) se duplica.
- Abril de 2009:[1] se inicia la línea de Córcega en abril, mayo, junio y septiembre todos los sábados. El programa se renovó en 2010.
- Mayo de 2009: se inicia la[1] línea de Monastir (Túnez) para el verano con un vuelo todos los sábados. El programa se renovó en el 2010
- Julio de 2009: Ryanair anuncia su regreso al aeropuerto, ofreciendo dos vuelos semanales a Oporto desde el 6 de septiembre de 2009.

## Aerolíneas y destinos
Chárters.

## Estadísticas
Ver fuente y consulta Wikidata.